# Regreso de Ruhollah Jomeiní a Irán

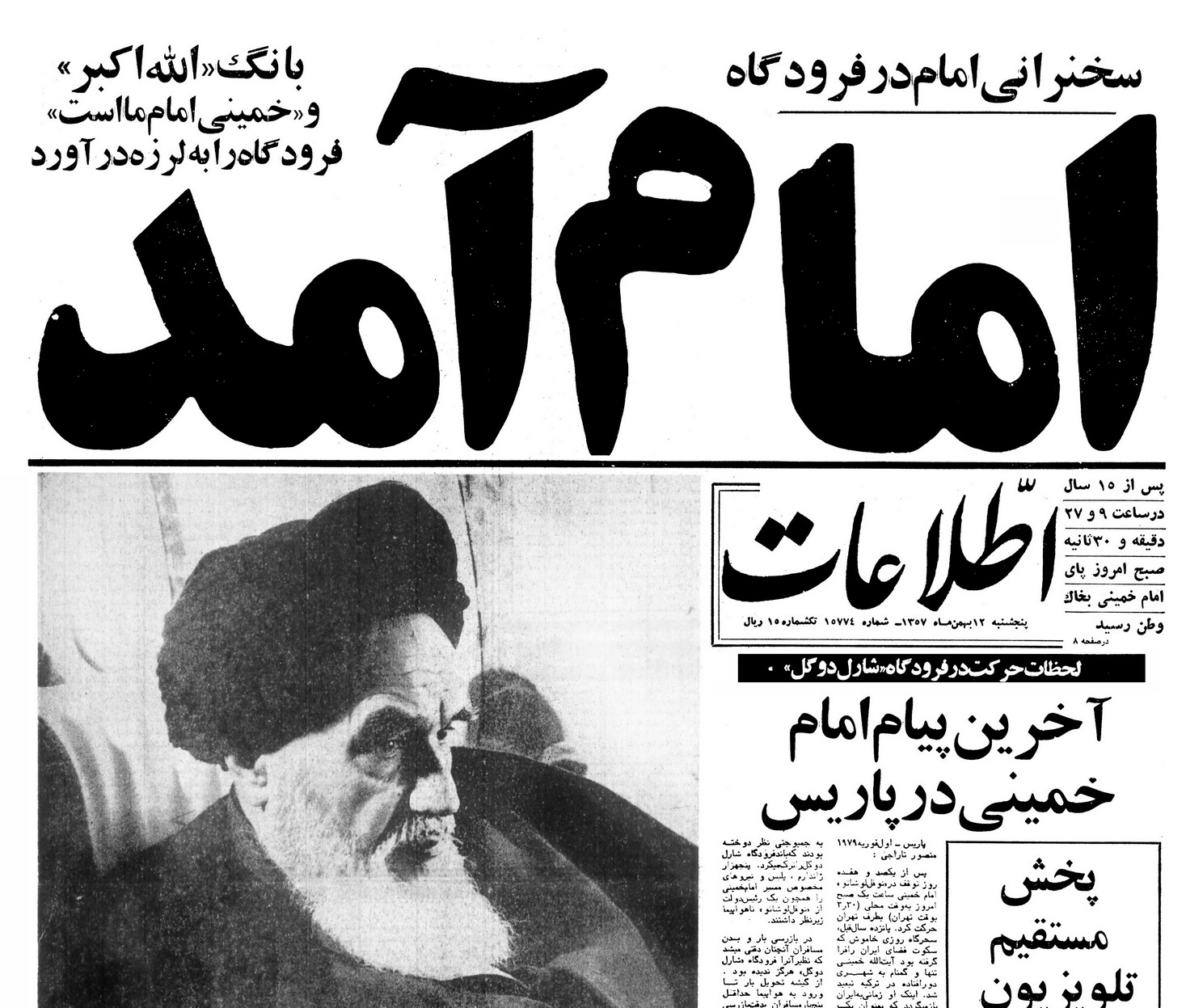
El título histórico del diario Ettela'at dice: Regresó el Imam.

El regreso de Seyyed Ruhollah Jomeini a Irán fue un suceso que se enmarca en los acontecimiento de la revolución islámica iraní. El 1 de febrero de 1979, el Imam Jomeini regresa a Irán tras más de 14 años de exilio y es recibido calurosamente en Teherán por cerca de tres millones de personas. Este día ha sido registrado en el calendario oficial iraní como el primer día de Década de Fajr (Dahe-ye-Fajr), es decir, los “diez días del alba”, en alusión al alba o inicio de una nueva etapa en la historia del país.

## Exilio
A los 61 años de edad y tras la muerte del ayatolá Seyyed Hosein Boruyerdí, el ayatolá Jomeini se convierte en marŷa-e-taqlid, el grado más elevado de la jerarquía eclesiástica chií, cuya denominación significa “ejemplo a imitar”. Tras la llegada al poder del sha Mohammad Reza Pahlavi, con su visión secular de la política, el clero del país mantuvo con este rey una actitud de crítica. Con el inicio de las célebres reformas conocidas como la “Revolución blanca”, esta actitud crítica se tornó en una oposición que fue cobrando intensidad. Debido a sus protestas contra el sah, el Imam Jomeini fue detenido y, después, exiliado durante casi 15 años. La mayor parte de su exilio transcurrió en Najaf, Irak, ciudad santa para el chiismo. En 1978 el régimen de Sadam Huseín le obligó a abandonar Irak. El Imam Jomeini se traslada a Naphle le Chateau, en las afueras de París. Era el momento álgido de la oposición del Imam al sha.

## El regreso

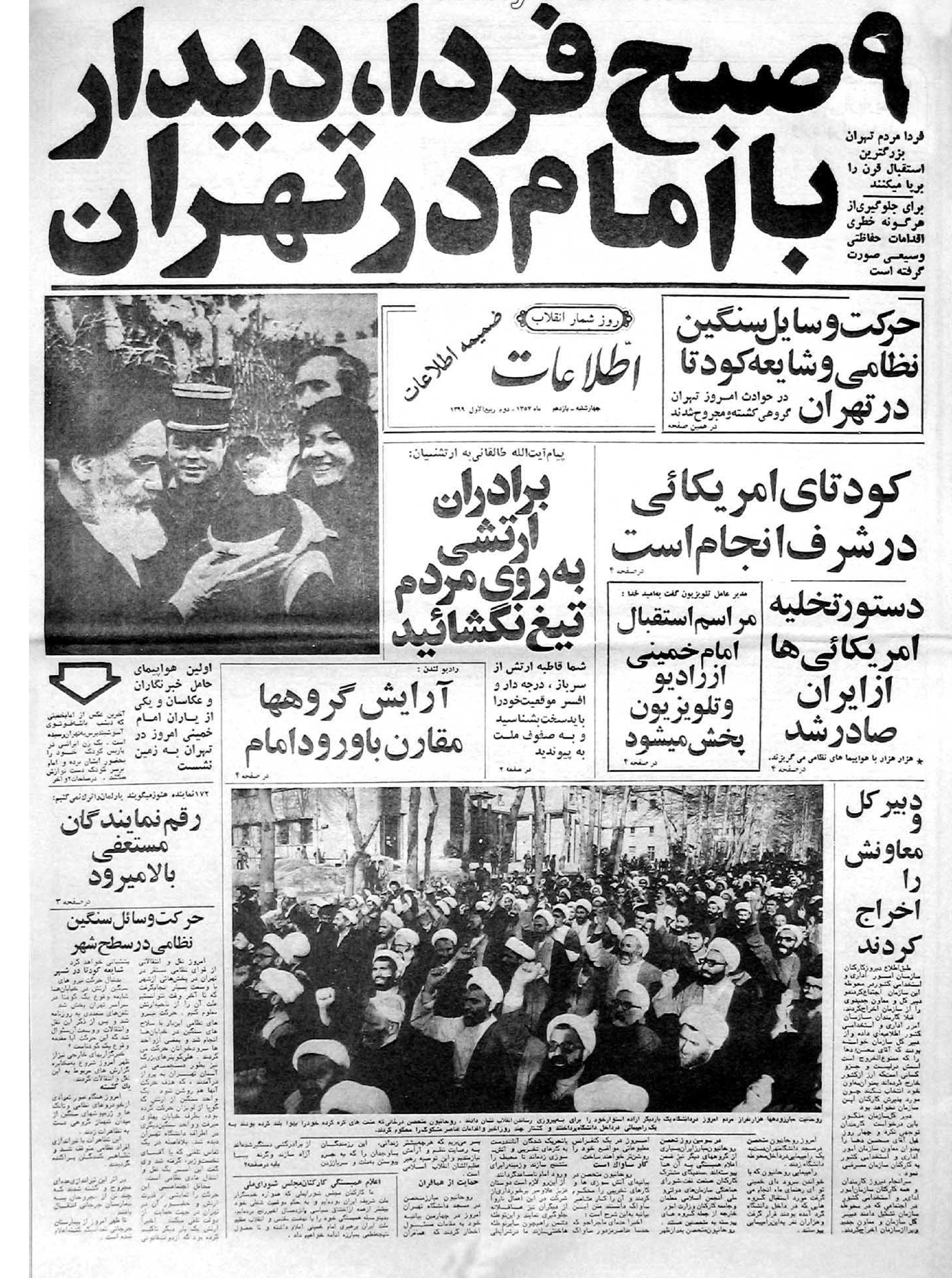
La noticia del regreso de Imam Jomeini, un día antes.

Después de que el 16 de enero de 1979 el sha huyera de Irán, el Imam Jomeini decidió regresar al país. El 21 de enero se formó una comisión de recibimiento, y los dos periódicos más importantes de entonces, es decir, el Keyhan y el Ettelaat, anunciaron que el Imam regresaría a Irán el día siguiente.
Al principio se programó que el Imam regresaría a Irán el 26 de enero, pero el primer ministro de entonces, Shahpur Bajtiar, anunció el cierre del aeropuerto. Por tanto, el regreso del Imam se postergó hasta la reapertura del aeropuerto. La clausura del aeropuerto provocó protestas y huelgas que solo en Teherán se saldó con la muerte de 28 personas. Finalmente, el 29 de enero Bajtiar ordenó su reapertura y el Imam Jomeini anunció que regresaría al país el 1 de febrero.

## Llegada a Teherán y al cementerio de Behesht Zahra
El 1 de febrero de 1979 a las 9:27 de la mañana (12 de bahman de 1357 en el calendario iraní), el Imam Jomeini aterrizó en el Aeropuerto Internacional de Mehrabad y fue aclamado por millones de ciudadanos. Tras un discurso en el mismo aeropuerto, el Imam se dirigió al Cementerio de Behesht Zahra, el cementerio de la capital, donde estaban enterradas muchas de las personas que habían perdido la vida por la revolución. Miles de ciudadanos se apiñaron en el cementerio para escuchar sus palabras. En este célebre discurso el Imam Jomeini anunció que el gobierno del entonces primer ministro era ilegal, y que él mismo compondría un nuevo gobierno.